# König-klass
König-klassen var en fartygsklass bestående av fyra slagskepp som byggdes för tyska Kaiserliche Marine strax före första världskriget. Klassen bestod av König, Grosser Kurfürst, Markgraf och Kronprinz. Klassen, som var de mest kraftfulla krigsfartygen i den tyska högsjöflottan vid krigsutbrottet 1914, fungerade som en enhet under första världskriget – V-divisionen i III-stridseskadern. Fartygen deltog i ett flertal sjöoperationer under kriget, däribland Skagerrakslaget, där de utgjorde spetsen för den tyska linjen. De överlevde kriget och internerades i Scapa Flow i november 1918. Alla fyra fartygen borrades i sank den 21 juni 1919 då konteramiral Ludwig von Reuter beordrade sänkningen av hela högsjöflottan.
Klassen var en förbättring jämfört med den föregående Kaiser-klassen. En av de främsta förbättringarna var placeringen av huvudartilleriets batteri. Kaiser-klassens fartyg hade tio 30,5 cm SK L/50-kanoner monterade i fem tvillingkanontorn, ett torn var monterat föröver, två i aktern i ett "trappstegsarrangemang" och de andra två i ett sicksackordnat "flygelarrangemang" midskepps. På König-klassen flyttades ett av flygeltornen framåt och placerades i ett "trappstegsarrangemang" medan det andra flygeltornet flyttades till mittlinjen midskepps. Detta möjliggjorde en bredare eldgivningsvinkel vid en bredsida, eftersom alla 10 kanonerna skulle kunna skjuta på ett stort område.

## Utformning
Slagskeppen i König-klassen sanktionerades under andra tillägget i marinlagen som hade godkänts år 1908 som en reaktion på revolutionen inom marin teknik som skapats med lanseringen av brittiska HMS Dreadnought år 1906. Dreadnoughtfartygen var betydligt större och därmed mer kostsamma än de gamla slagskeppen typ pre-dreadnought. Som ett resultat kom de medel som hade avsatts för flottan år 1906 att förbrukas innan de var avsedda att fyllas på 1911. Tillsammans med ytterligare finansiering säkrad i 1908 års proposition så skulle livslängden av alla stora krigsfartyg minskas från 25 till 20 år, vilket skedde i ett försök att tvinga Reichstag att anslå medel för ytterligare fartyg. I sitt försök att tvinga Reichstag att anta propositionen, hotade amiral Alfred von Tirpitz att avgå från sin tjänst som statssekreterare i marinministeriet. Som en följd av von Tirpitz ultimatum godkändes propositionen i mars 1908 med bred marginal.
Minskningen i livslängd framtvingade bytet av pansarskeppen i Siegfried- och Oldenburg-klassen, samt slagskeppen i Brandenburg-klassen. I fråga om första tillägget i marinlagen från 1906, hade von Tirpitz begärt, men misslyckats med att säkra, finansieringen av nya slagskepp. De hade nu godkänts av Reichstag. Marinlagen ökade också flottans budget med ytterligare en miljard mark. Efter de fyra bepansrade fregatterna ur Sachsen-klassen ersatts av de fyra ur Nassau-klassen och de sex ur Siegfried-klassen hade ersatts av Helgoland och Kaiser-klassen var det Brandenburg-klassens slagskepp som stod på tur. König och hennes tre systerfartyg var beställda enligt de provisoriska namnen S, Ersatz Kurfürst Friedrich Wilhelm, Ersatz Weissenburg och Ersatz Brandenburg.

### Allmänna egenskaper

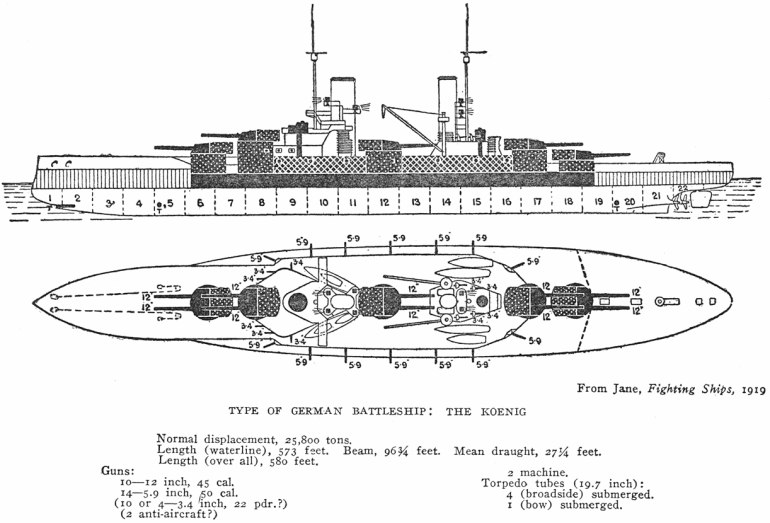
Planritning och höjdriktning av ett fartyg i König-klassen, från Jane's Fighting Ships, 1919.

Fartygen i König-klassen var 174,7 meter långa i vattenlinjen och 175,4 meter långa totalt. Med en bredd av 19,5 meter, ett främre djupgående på 9,19 meter och ett bakre djupgående på 9,0 meter var fartygen utformade för ett deplacement av 25 796 ton normalt, men vid full stridsbelastning var man uppe i 28 600 ton. Skroven konstruerades med tvärgående och längsgående spant över vilka den yttre bordläggningen var nitade. Fartygsskroven bestod av 18 vattentäta skott som var utrustade med en dubbelbotten som gick över 88% av längden av skrovet.
Tyska marinhistorikern Erich Gröner förklarade i sin bok Tyska örlogsfartyg 1815-1945 att den tyska marinen ansåg att fartygen var "mycket bra sjöbåtar". De led av en viss bristande hastighet i dyningar och med rodret hårt under dessa förlorade fartygen upp till 66% i hastighet och krängde i åtta graders vinkel. Slagskeppen hade en tvärgående metacentrisk höjd på 2,59 meter. König, Grosser Kurfürst, Markgraf och Kronprinz hade vardera en standardbesättning av 41 officerare och 1 095 sjömän. König, flaggskeppet för III-eskadern, hade en besättning på ytterligare 14 officerare och 68 sjömän. Fartygen medförde flera mindre båtar, varav en vedettbåt, tre pråmar, två barkassar, två yawls och två dingar.
Det var ursprungligen meningen att König-klassen skulle drivas av två turbiner på de yttre axlarna medan den centrala axeln skulle ha kunnat använda en MAN 6-cylindrig 2-takt dieselmotor som producerade 12 000 shp vid 150 rpm. Utvecklingen av dieselmotorn var utdragen men det beslutades senare att en diesel endast skulle installeras i Grosser Kurfürst och Markgraf. Slutligen bestämdes det att dieselmotorer inte skulle installeras i någon av slagskeppen. De utrustades istället med tre uppsättningar turbiner av märkena Parsons (König och Kronprinz), AEG-Vulcan (Grosser Kurfürst) eller Bergmann (Markgraf) för att driva de 3,8 meter breda trebladiga propellrarna. Ånga försågs av tre oljeeldade och 12 koleldade Schulz-Thornycroft-pannor som arbetade upp till 16 atm.
Kraftkällan uppskattades producera 31 000 shp. Vid försök producerade fartygen mellan 41 400-46 200 shp. Den utformade toppfarten var 21 knop. Fartygen hade räckvidd på 8 000 sjömil vid en marschfart på 12 knop, vilket minskade till 4 000 sjömil vid 18 knop. Högsta bunkerkapacitet var 3 000 ton kol och 600 ton olja. Varje fartyg hade två roder. Elkraft försågs genom fyra turbogeneratorer och ett par dieselgeneratorer. Total eleffekt var 2 040 kilowatt vid 225 volt.

### Bestyckning

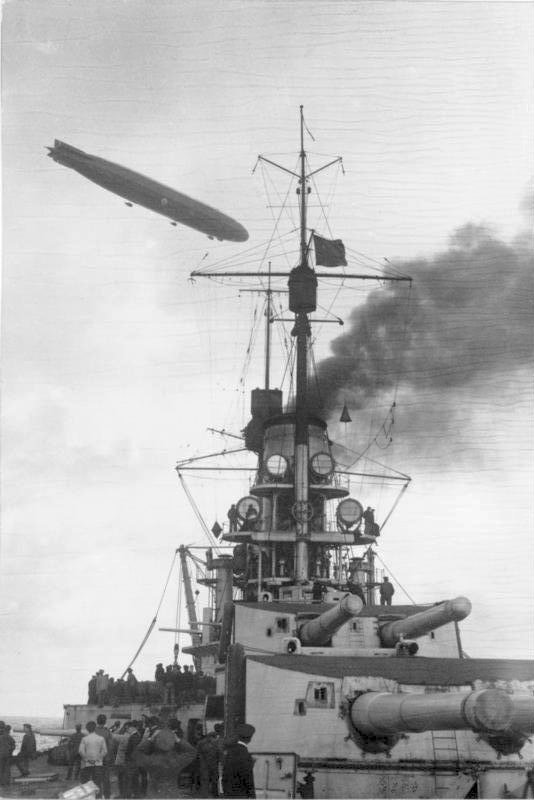
Det aktre kanontornet på Grosser Kurfürst.

König-klassen var bestyckade med ett huvudbatteri bestående av tio 30,5 cm SK L/50 kanoner i fem tvillingtorn. Två torn var monterade fram på överbyggnaden i ett "trappstegsarrangemang" (det ena av dem placerat akter det andra i en högre position). Det tredje var placerat i mitten mellan de två skorstenarna midskepps och de fjärde och femte tornen var också placerade i ett "trappstegsarrangemang" i aktern bakom kommandotornet. Varje kanontorn hade ett arbetsutrymme under som var kopplad till en roterande ammunitionshiss, vilken ledde ner till ammunitionsförrådet under. Tornen var elektriskt styrda, även om kanonerna eleverades hydrauliskt. I ett försök att minska risken för brand var allt i tornet byggt av stål. Detta var en förbättring jämfört med den föregående Kaiser-klassen, eftersom alla tio kanonerna kunde skjuta vid en bredsida, och fyra kanoner kunde skjuta rak fram; detta till skillnad mot bara två i Kaiser-klassen. Kanonerna försågs med 900 granater, eller 90 per kanon. 30,5 cm kanonen hade en eldhastighet på mellan två och tre 405,5 kilos pansarbrytande granater per minut och förväntades avfyra 200 granater innan byte var nödvändigt. Kanonerna kunde även avfyra 405,9 kilos spränggranater. Båda granattyperna laddades med två drivladdningar: en drivladdning typ RP C/12 i en patronhylsa gjord i mässing som vägde 91 kg och en förladdning typ RP C/12 i en sidenpåse som vägde 34,5 kg. Detta gav en utgångshastighet på 855 meter per sekund. Kanontornen på König-klassen kunde först eleveras till 13,5 graders vinkel, vilket möjliggjorde en räckvidd på 16 200 m. Efter modifikationer ökades detta till 16 grader, vilket följaktligen ökade räckvidden till 20 400 m.
Den sekundära bestyckningen bestod av fjorton 15 cm SK L/45 snabbskjutande kanoner monterade i kasematter av modell MPL C/06.11 i sidan på översta däck. Denna bestyckning var avsedd som försvar mot torpedbåtar och försågs med totalt 2 240 granater. Bestyckningen kunde nå mål upp till 13 500 meter, och efter förbättringar år 1915, utökades detta till 16 800 meter. Dessa kanoner hade en uthållig eldhastighet på fem till sju granater per minut. Projektilerna var 45,3 kg tunga och var laddade med en 13,7 kg drivladdning typ RPC/12 i en patronhylsa gjord i mässing. Detta gav en utgångshastighet på 835 meter per sekund. Livslängden på kanonerna beräknades till cirka 1 400 avlossade granater innan de skulle behöva ersättas.
König-klassen var också bestyckad med sex 8,8 cm SK L/45 snabbskjutande kanoner monterade i kasematter. Dessa sex kanoner var placerade på vardera sida av det förliga kommandotornet och alla var riktade framåt. Denna bestyckning försågs med totalt 3 200 granater eller 533 granater per kanon, och kunde skjuta med en hastighet av 15 granater per minut. De högexplosiva granaterna som avlossades från denna bestyckning vägde 10 kg och laddades med en 3 kg drivladdning typ RPC/12. Dessa kanoner hade en uppskattad livslängd på cirka 7 000 eldgivningar. Dessa togs senare bort och ersättes med fyra 8,8 cm luftvärnskanoner typ SK L/45, som var monterade på vardera sida av det aktre kommandotornet.
Som brukligt på slagskepp under dreadnought-eran, bestyckades fartygen med fem 50 cm nedsänkta torpedtuber. En var monterad i fören, de övriga fyra placerades på bredsida, två på vardera sida av fartyget. Dessa försågs med 16 torpeder. Torpederna var av typ G7. De var 7,02 meter långa och var försedda med en 195 kg explosiv stridsspets. Vid 37 knop hade torpederna en räckvidd på 4 000 meter och vid 27 knop hade räckvidden mer än fördubblats till 9 300 meter.

## Bepansring
Fartygen i König-klassen var skyddade med cementerad stålpansar av märket Krupp vilket var standard för tyska krigsfartyg under perioden. De hade bältpansar som var 350 mm tjockt i den centrala delen, där de viktigaste delarna av fartyget fanns. Detta inkluderade ammunitionsmagasinen och maskinutrymmena. Pansaret var minskat i de mindre viktiga områdena till 180 mm fram och 120 mm akterut. Bogen och aktern var inte skyddade av pansar alls. Ett 40 mm tjockt torpedskott gick längs skrovet, flera meter bakom huvudpansaret. Det bepansrade däcket var 60 mm tjockt på de flesta håll, men tjockleken på de sektionerna som täckte de viktigaste områdena av fartyget ökades till 100 mm.
Det främre kommandotornet var skyddat med tung pansar: sidorna var 300 mm tjocka och taket var 150 mm tjockt. De bakre kommandotornet var mindre bepansrat. Sidorna var endast 200 mm tjocka och taket var täckt av 50 mm tjock pansarplåt. Det huvudsakliga batteriets kanontorn var också tungt bepansrade: tornens sidor var 300 mm tjocka och taken var 110 mm tjocka. 15 cm kanonerna i kasematterna hade 170 mm pansarplåt som skydd. Kanonerna själva hade 80 mm tjocka sköldar för att skydda deras besättningar från granatsplitter.

## Konstruktion
König hette det första fartyget i klassen och byggdes på Kejserliga örlogsvarvet i Wilhelmshaven under nybyggnadsnummer 33. Byggnationen påbörjades 1911, fartyget sjösattes den 1 mars 1913 och togs i tjänst i flottan den 9 augusti 1914. Grosser Kurfürst var det andra fartyget i klassen. Hon byggdes vid varvet AG Vulcan i Hamburg under nybyggnadsnummer 4. Hon påbörjades 1911, sjösattes den 5 maj 1913 och togs i tjänst före König den 30 juli 1914. Markgraf byggdes vid varvet AG Weser i Bremen under nybyggnadsnummer 186. Hon påbörjades 1911, sjösattes den 4 juni 1913 och togs i tjänst den 1 oktober 1914, kort efter första världskrigets utbrott. Kronprinz, det sista fartyget i klassen, påbörjades vid varvet Germaniawerft i Kiel 1912. Hon sjösattes den 21 februari 1914 och togs i tjänst knappt nio månader senare den 8 november.

## Första världskriget

### Räden mot Scarborough, Hartlepool och Whitby
Den första större operationen under kriget där König-klassens fartyg deltog i var räden mot Scarborough, Hartlepool och Whitby den 15-16 december 1914. Räden utfördes i första hand av slagkryssarna i I. Aufklärungsgruppe. König-klassens fartyg, tillsammans med Nassau, Helgoland och Kaiser-klassens, ångade på åtskild avstånd som stöd åt Franz von Hippers slagkryssare. Friedrich von Ingenohl, chef för Högsjöflottan, beslutade att inta position ungefär i mitten av Nordsjön, omkring 210 km öster om Scarborough.
Royal Navy, som nyligen tillförskaffat sig de tyska kodböckerna från den strandade kryssaren Magdeburg, var medvetna om att en operation pågick, men var osäker på om tyskarna skulle slå till. Därför beordrade amiralitetet David Beattys 1:a slagkryssareskader (de sex slagskeppen i 2:a stridseskadern), och ett antal kryssare och jagare att försöka genskjuta de tyska slagkryssarna. Dock for Beattys stridsgrupp nästan hejdlöst in i hela Högsjöflottan. Klockan 06:20 kom Beattys skyddsstyrka av jagare i kontakt med den tyska torpedbåten V155. Detta var inledningen på en två timmar lång förvirrad strid mellan de brittiska jagarna och den tyska kryssaren samt skyddsstyrkan, ofta på mycket nära håll. Vid tidpunkten för den första kontakten var König-klassens slagskepp mindre än 16 km bort från de sex brittiska dreadnoughtfartygen. Det var väl inom skjutavstånd men i mörkret var varken den brittiska eller tyska amiralen medveten om sammansättningen på sin motståndares flotta. Amiral Ingenohl, som avskydde kejsarens order att inte riskera stridsflottan utan hans uttryckliga order, drog slutsatsen att hans styrkor anföll hela Grand Fleets skyddskonvoj, så tio minuter senare efter första kontakten beordrade han en babords sväng till sydostlig riktning. Fortsatta attacker fördröjde vändningen men klockan 06:42 hade det utförts. I ungefär 40 minuter ångade de två flottorna på i en parallell kurs. Klockan 07:20 beordrade Ingenohl ytterligare en babords sväng och satte därmed kurs mot tyskt vatten.

### Bombardemanget av Yarmouth och Lowestoft
König-klassens fartyg deltog i en annan räd mot den engelska kusten, återigen som stöd för den tyska slagkryssarstyrkan i I. Aufklärungsgruppe. Slagkryssarna lämnade Jadebusen klockan 10:55 den 24 april 1916 och resten av Högsjöflottan följde klockan 13:40. Slagkryssaren Seydlitz gick på en sjömina under färd mot målet och var tvungen att dra sig tillbaka. De andra slagkryssarna bombarderade staden Lowestoft i stort sett utan incidenter, men när man närmade sig Yarmouth mötte de brittiska kryssarna ur Harwich Force. En kort artilleriduell följde innan Harwich Force drog sig tillbaka. Rapporter om brittiska ubåtar i området ledde till reträtt av I. Aufklärungsgruppe. Vid det här laget drog amiral Reinhard Scheer sig tillbaka till säkrare tyska vatten efter att de blivit varnade om att Grand Fleet lämnade sin bas i Scapa Flow.

### Skagerrakslaget
De fyra fartygen deltog i flottans utfall som resulterade i Skagerrakslaget den 31 maj till 1 juni 1916. Operationen var ett led i att igen försöka dra ut och isolera en del av Grand Fleet och förstöra den innan brittiska huvudflottan kunde slå tillbaka. König, Grosser Kurfürst, Markgraf och Kronprinz utgjorde V-divisionen i III-stridseskadern vilket i sig utgjorde flottans förtrupp. Den III-stridseskadern var den första av tre slagskeppenheter. Precis akter om befann sig slagskeppen ur Kaiser-klassen i VI-divisionen i III-stridseskadern. Akter om Kaiser-klassens fartyg var Helgoland och Nassau-klassernas fartyg i II-stridseskadern. Eftertruppen utgjordes av fartygen i den äldre Deutschland-klassen typ pre-dreadnought som ingick i I-stridseskadern.
Strax före 16:00 CET, stötte slagkryssarna i I. Aufklärungsgruppe på den brittiska 1st Battlecruiser Squadron under ledning av David Beatty. De motsatta fartygen började en artilleriduell vilket resulterade i sänkningen av Indefatigable strax efter 17:00, och Queen Mary mindre än en halvtimme senare. Vid denna tidpunkt ångade de tyska slagkryssarna söderut för att dra de brittiska fartygen mot huvuddelen av Högsjöflottan. Klockan 17:30 siktade det ledande tyska slagskeppet, König, att både I-spaningsgruppen och I-slagkryssareskadern närmade sig. De tyska slagkryssarna ångade ner mot styrbord, medan de brittiska fartygen ångade mot babord. Klockan 17:45 beordrade Scheer en två-punktvändning åt babord för att föra sina fartyg närmare de brittiska slagkryssarna. En minut senare vid 17:46 gavs ordern att öppna eld.

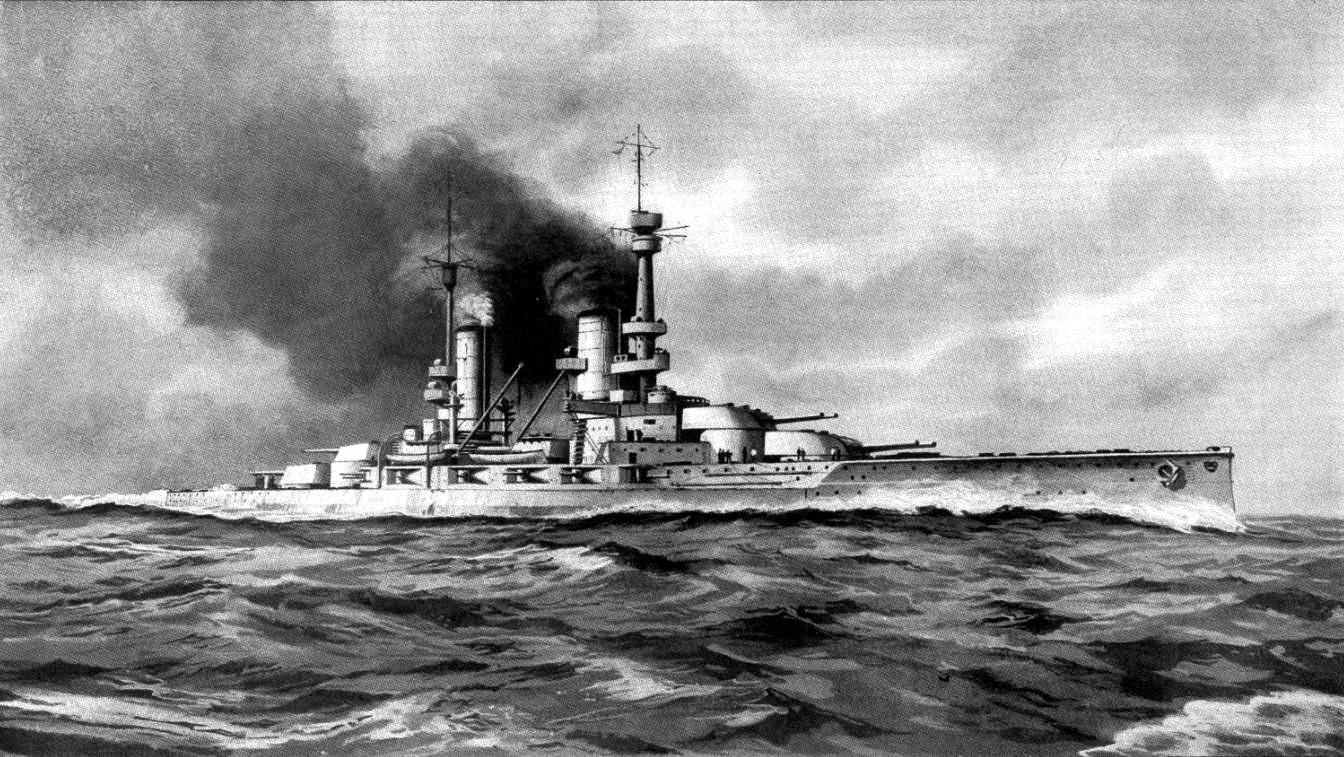
König under färd.

König, Grosser Kurfürst och Markgraf var de första att nå effektiv skottvidd. De anföll slagkryssarna Lion, Princess Royal och Tiger på 19,2 km avstånd. Königs första salvor nådde inte sitt mål och hon flyttade därefter sin eld mot Tiger, det närmsta brittiska fartyget. Samtidigt började de ledande fartygen i König-klassen skjuta på jagarna Nestor och Nicator. De två jagarna närmade sig den tyska linjen efter att ha utstått en skur av artillerield och manövrerade sig in i ett bra skjutläge. Båda fartygen avlossade två torpeder var på König och Grosser Kurfürst, men alla fyra missade. Ett av slagskeppens sekundära artilleribatterier som besvarade elden träffade Nestor och förstörde hennes maskinrum. Fartyget, tillsammans med jagaren Nomad, var obrukbara och låg direkt i vägen för den framryckande tyska linjen. Båda jagarna sänktes, men tyska torpedbåtar stannade för att plocka upp överlevande. Runt klockan 18:00 ändrade de fyra König-fartygen sin eldriktning mot de annalkande slagskeppen i Queen Elizabeth-klassen ur V-stridseskadern, även om eldgivningen bara varade en kort tid innan avståndet hade blivit för stort.
Strax efter 19:00 hade den tyska kryssaren Wiesbaden blivit obrukbar genom en granatträff från Invincible. Konteramiral Behncke ombord på König försökte manövrera sina fartyg för att skydda den drabbade kryssaren. Samtidigt påbörjade brittiska III och IV-lätta kryssareskadern ett torpedangrepp på den tyska linjen. Medan man avancerade fram inom räckhåll för ett torpedangrepp överhöljde man Wiesbaden med artillerield från sina huvudkanoner. König-klassens fartyg sköt kraftigt på de brittiska kryssarna, men även ihållande eld från tyskarnas huvudartilleri misslyckades att driva bort de brittiska kryssarna. I det efterföljande stridsvimlet träffades den brittiska pansarkryssaren Defence av flera tunga granater från de tyska dreadnoughtfartygen. En salva penetrerade fartygets ammunitionsmagasin och förstörde kryssaren i en enorm explosion.
När den tyska flottan återvände till Jadebusen, påbörjade Nassau-klassens slagskepp Nassau, Westfalen och Posen, samt Helgoland-klassens slagskepp Helgoland och Thüringen, vakttjänst på den yttre redden. Kaiser-klassens slagskepp Kaiser, Kaiserin och Prinzregent Luitpold påbörjade försvarsställning utanför Wilhelmshavens slussar. De fyra fartygen i König-klassen tillsammans med andra stora fartyg, som fortfarande var i stridsskick, fyllde upp sina bränsle- och ammunitionslager i den inre hamnen.

### Flottans framryckning den 18-19 augusti
Under flottans framryckning den 18-19 augusti skulle I-spaningsgruppen bombardera kuststaden Sunderland i ett försök att dra ut och förstöra Beattys slagkryssare. Då Moltke och Von der Tann var de enda två kvarvarande stridsdugliga tyska slagkryssarna kvar i gruppen, beordrades tre dreadnoughtfartyg att ansluta till enheten för operationen: Markgraf, Grosser Kurfürst och den nyligen i tjänstsatta Bayern. Amiral Scheer och resten av Högsjöflottan, med 15 egna dreadnoughtfartyg, skulle driva långsamt efter och ge skydd. Britterna var medvetna om de tyska planerna och beordrade Grand Fleet att möta dem. Klockan 14:35 hade Scheer varnats om Grand Fleets närmanden. Då han inte ville anfalla hela Grand Fleet bara 11 veckor efter de hårda striderna vid Jylland, vände Scheer sina styrkor och retirerade till tyska hamnar.

### Operation Albion
I början av september 1917, efter den tyska erövringen av den ryska hamnen i Riga, beslöt den tyska flottan att utplåna de ryska sjöstridskrafterna som fortfarande höll Rigabukten. För detta ändamål planerade Admiralstab (Flottans Överkommando) en operation för att erövra den baltiska ön Ösel, framförallt de ryska kanonbatterierna på halvön Svorbe. Den 18 september utgick en order om en gemensam armé-flott-operation för att erövra öarna Ösel och Moon. Den huvudsakliga flottdelen bestod av flaggskeppet Moltke tillsammans med III-stridseskadern ur Högsjöflottan. V-divisionen bestod av fyra Königs och förstärktes vid den här tidpunkten av det nya slagskeppet Bayern. VI-divisionen bestod av fem slagskepp av Kaiser-klass. Tillsammans med nio lätta kryssare, tre torpedbåtsflottiljer och ett dussintals minkrigsfartyg, uppgick hela styrkan till cirka 300 fartyg och understöddes av över 100 flygplan och sex zeppelinare. Invasionsstyrkan uppgick till cirka 24 600 officerare och rekryterat manskap. Tyskarnas motstånd var de gamla ryska pre-dreadnoughtfartygen Slava och Tsarevitch, pansarkryssarna Bayan, Admiral Makarov och Diana, 26 jagare och flera torped- och kanonbåtar. Garnisonen på Ösel uppgick till ungefär 14 000 man.
Operationen påbörjades den 12 oktober då Moltke, Bayern och König-klassens fartyg började beskjuta de ryska strandbatterierna vid Taggaviken. Samtidigt anföll Kaiser-klassens fartyg batterierna på halvön Sworbe. Målet var att säkra sundet mellan öarna Moon och Dagö, som skulle blockera den enda utrymningsvägen för de ryska fartygen i viken. Både Grosser Kurfürst och Bayern gick på minor medan man manövrerade sig i position för att påbörja bombardemanget. Skadorna på Grosser Kurfürst var minimala men Bayern var svårt skadad. Fartyget var tvunget att dra till tillbaka till Kiel för reparationer.
Den 16 oktober beslöts det att man skulle avdela en del av invasionsflottiljen för att undanröja de ryska flottstyrkorna i Moonsund. Detta inkluderade de två ryska pre-dreadnoughtfartygen. I detta syfte sändes König och Kronprinz, tillsammans med kryssarna Strassburg och Kolberg och ett antal mindre fartyg, för att anfalla de ryska slagskeppen. De anlände på morgonen den 17 oktober, men ett djupt ryskt minfält höll fartygen tillfälligt kvar i viken. En otrevlig överraskning dök upp för tyskarna när de upptäckte att de ryska slagskeppens 30,5 cm kanoner hade större räckvidd än deras egna 30,5 cm kanoner. De ryska fartygen lyckades hålla avståndet tillräckligt brett för att förhindra att de tyska slagskeppen skulle besvara elden, samtidigt som man själva sköt på de tyska fartygen. Flera gånger var tyskarna tvungna att göra undanmanövrar för att undvika den ryska eldgivningen. Klockan 10:00 hade dock minsveparna röjt en väg genom minfältet och König och Kronprinz rusade in i viken. De två stora dreadnoughtfartygen anföll de ryska slagskeppen. König duellerade med Slava och Kronprinz sköt mot både Slava och kryssaren Bayan. De ryska fartygen träffades ett dussintals gånger fram till klockan 10:30 då den ryska flottans befälhavare, amiral Bakhirev gav order om att de skulle dra sig tillbaka. Slava hade utstått alltför stor skada och kunde inte undkomma. Istället borrades hon i sank och hennes besättning evakuerades på en jagare.
Den 20 oktober var de marina operationerna över. De ryska fartygen hade förstörts eller tvingats att dra sig tillbaka, och den tyska armén hade uppnått sina mål. Den 29 oktober gick dock Markgraf på en mina under det tyska tillbakadragandet från Rigabukten.

### Öde
Efter Tysklands kapitulation i november 1918, internerades majoriteten av Högsjöflottan under konteramiral Ludwig von Reuters befäl, vid den brittiska flottbasen i Scapa Flow. Flottan förblev kvar i fångenskap under förhandlingarna som i slutändan resulterade i Versaillesfördraget. Det blev uppenbart för Reuter att britterna planerade att beslagta de tyska fartygen den 21 juni vilket var det sista datumet då Tyskland skulle ha undertecknat fredsavtalet. Omedveten om att tidsfristen hade förlängts till den 23:e, beordrade Reuter att hans fartyg skulle borras i sank. På morgonen den 21 juni lämnade den brittiska flottan Scapa Flow för att genomföra övningar. Klockan 11:20 skickade Reuter ordern till sina fartyg.
Av de fyra fartygen var det Kronprinz den första att sjunka. Hon gled under vattenytan i Scapa Flow klockan 13:15. Grosser Kurfürst följde 15 minuter senare vid klockan 13:30. König sjönk cirka 14:00 men Markgraf sjönk inte förrän 16:45. Grosser Kurfürst bärgades till slut den 29 april 1938. Fartyget bogserades till Rosyth, där hon höggs upp till skrot. De tre andra fartygen ligger kvar på havsbotten, dock såldes vraken till Storbritannien år 1962.

## Fotnoter
1. ↑  Flygelkanontornet på Kaiser-klassens fartyg kunde avfyra en bredsida men bara en mycket begränsad båge; kommandotornet, skorstenarna och andra ytor av överbyggnaden minskade kraftigt vinkelområdet för eldgivning.
2. ↑  Samtliga tyska fartyg beställdes under provisoriska namn. Nya tillskott till flottan fick en bokstav, medan fartygen som var avsedda att ersätta äldre fartyg beställdes som "Ersatz (fartygets namn)".
3. ↑  I kejserliga tyska flottans nomenklatur betyder "SK" (Schnelladekanone) att pjäsen är snabbladdad medan L/50 anger pjäsens längd. I det här fallet är L/50-pjäsen en 50 kalibers som betyder att pjäsen är 50 gånger så lång som sin diameter.
4. ↑  Tiderna som anges i detta avsnitt anges i CET, som är kongruent med det tyska perspektivet. Detta är en timme före UTC, den tidszon som vanligen används i brittiska verk.
5. ↑  Hon var det sista av de stora fartygen som framgångsrikt borrades i sank. Bara slagkryssaren Hindenburg sjönk senare, klockan 17:00.